# Dos au mur (film, 2012)
Pour les articles homonymes, voir Dos au mur.
Pour plus de détails, voir Fiche technique et Distribution.
Dos au mur ou Le Temps d'un vol au Québec (Man on a Ledge) est un film américain réalisé par Asger Leth, sorti en 2012.
Le film se déroule à New York. Une négociatrice de la police de la ville tente de convaincre un ancien policier, accusé d'un vol dont il se dit innocent, de ne pas se suicider. Mais plus la négociation avance, plus la jeune femme prend conscience que l'ex-flic pourrait bien avoir un autre objectif.

## Synopsis
À New York, Nick Cassidy s'installe dans une chambre située au vingt et unième étage du Roosevelt Hotel sous le nom de Walker avant de monter sur la corniche de la fenêtre, apparemment prêt à se suicider. Une foule de personnes en bas du bâtiment le remarque et appelle aussitôt la police. Les forces de l'ordre arrivent sur les lieux, contrôlées par l'inspecteur Dante Marcus pour contenir la foule, tandis que son collègue, l'inspecteur Jack Dougherty, tente de parler avec Cassidy, qui veut uniquement parler à Lydia Mercer, une négociatrice de la police new-yorkaise en congé après avoir échoué à sauver un policier dépressif du suicide.
Mercer arrive sur les lieux et prend contact avec Nick. Grâce à un subterfuge, elle lui offre une cigarette qu'ils partagent ; elle récupère ainsi ses empreintes digitales afin de les faire analyser. Elle découvre la vérité au sujet de Nick : il s'agit d'un ancien policier, arrêté pour le vol d'un diamant d'une valeur de 40 millions de dollars, appartenant à l'homme d'affaires David Englander, vol dont il se dit innocent. Condamné à une peine de 25 ans à la prison de Sing Sing, il est parvenu à s'évader un mois auparavant après avoir été autorisé à assister aux obsèques de son père. Il révèle que Englander employait des policiers pour protéger son entreprise et que Nick, chargé de protéger le diamant, avait été assommé par deux hommes cagoulés et avait repris conscience ultérieurement. À son réveil, Nick comprend que Englander, qui avait perdu une forte somme d'argent lors de la crise immobilière, avait organisé le soi-disant vol pour obtenir un dédommagement de l'assurance.
Parallèlement et à l'insu de tous, Joey, le frère cadet de Nick, accompagné de sa petite amie, Angie, font irruption dans la chambre forte d'Englander, dans un bâtiment situé à quelques mètres de l'hôtel, afin de voler le diamant pour prouver l'innocence de Nick.

## Fiche technique
- Titre original : Man on a Ledge
- Titre français : Dos au mur
- Titre québécois : Le Temps d'un vol
- Réalisation : Asger Leth
- Scénario : Pablo F. Fenjves (en), Chris Gorak (en), Erich Hoeber et Jon Hoeber
- Décors : Alec Hammond
- Costumes : Susan Lyall
- Photographie : Paul Cameron
- Casting : Deborah Aquila, Ross Meyerson et Tricia Wood
- Montage : Kevin Stitt
- Musique : Henry Jackman
- Production : Mark Vahradian (en) et Lorenzo di Bonaventura
  - Production exécutive : Jake Myers et David Ready
- Sociétés de production : Di Bonaventura Pictures, Summit Entertainment
- Sociétés de distribution :  Summit Entertainment,  Ascot Elite Entertainment Group,  Long Shong Entertainment Multimedia Company et  StudioCanal[1]
- Budget : 42 millions de dollars[2]
- Pays de production :  États-Unis
- Langues originales : anglaise et espagnole
- Format : couleur - 2,35:1 et cinéma numérique — son Dolby Digital et Datasat
- Genre : Thriller, policier et action
- Durée : 102 minutes
- Dates de sortie :
  - États-Unis : 27 janvier 2012[3]
  - France : 15 février 2012[4]
- Mention CNC : tous publics (visa d'exploitation no 132082 délivré le 23 janvier 2012)[5]

## Distribution
- Sam Worthington (V. F. : Adrien Antoine ; V. Q. : Gilbert Lachance) : Nick Cassidy[6]
- Elizabeth Banks (V. F. : Marie-Eugénie Maréchal ; V. Q. : Viviane Pacal) : Lydia Mercer[6]
- Jamie Bell (V. F. : Donald Reignoux ; V. Q. : Hugolin Chevrette-Landesque) : Joey Cassidy[7]
- Anthony Mackie (V. F. : Lucien Jean-Baptiste ; V. Q. : Benoit Éthier) : Mike Ackerman
- Génesis Rodríguez (V. F. : Caroline Lallau ; V. Q. : Annie Girard) : Angela "Angie" Lopez
- Ed Harris (V. F. : Georges Claisse ; V. Q. : Éric Gaudry) : David Englander[8]
- Kyra Sedgwick (V. F. : Élisabeth Fargeot ; V. Q. : Hélène Mondoux) : Suzie Morales[9], la journaliste TV commentant en direct depuis le pied de l'hôtel
- Edward Burns (V. F. : Thierry Ragueneau ; V. Q. : Benoît Gouin) : Jack Dougherty
- Titus Welliver (V. F. : Pascal Germain ; V. Q. : Manuel Tadros) : Dante Marcus
- Geoffrey Cantor (en) (V. F. : Patrick Osmond) : Gordon Evans
- J. Smith-Cameron (V. F. : Blanche Ravalec) : la psychiatre
- William Sadler (V. F. : Hervé Jolly ; V. Q. : Alain Zouvi) : Franck Cassidy (le groom)

- Version française
  - Studio de doublage : Dubbing Brothers
  - Direction artistique : Nathalie Régnier
  - Adaptation des dialogues : Philippe Sarrazin

Sources et légendes : Version française (V. F.) sur AlloDoublage, Version québécoise (V. Q.) sur Doublage.qc.ca

## Production

### Développement
La genèse du film est au départ un scénario original écrit par Pablo F. Fenjves et que le producteur Lorenzo di Bonaventura souhaitait acquérir lorsqu’il était président de Warner. Par la suite, il réussit à en acheter les droits avec sa propre société, Di Bonaventura Pictures. Son partenaire de production, Mark Vahradian (en), explique que le scénario est longtemps resté dans les tiroirs des studios de la MGM avant d'être cédé à Paramount Vantage, qui, trois mois après cette acquisition, cessa son activité, bloquant à nouveau le projet. Les deux producteurs, refusant d'abdiquer, proposèrent le scénario de Dos au mur  à la société de production après avoir achevé la production de Red, via Summit Entertainment. Ayant « adoré », Summit en achète les droits. En même temps, Sam Worthington s'est également intéressé au projet. Amy Adams fut initialement pressentie pour incarner le rôle principal féminin, finalement tenue par Elizabeth Banks. Le 3 septembre 2010, Jamie Bell est confirmé au casting, tout comme Ed Harris et Titus Welliver le 1er novembre 2011,.

### Tournage
Le tournage du film a débuté le 30 octobre 2010 à New York. La fameuse scène où Sam Worthington se retrouve perché sur une corniche a été réalisée sur une véritable façade d'immeuble new-yorkais à plus de 70 mètres de hauteur. Afin d'éviter tout accident, l'acteur fut relié à un harnais de sécurité.

### Campagne promotionnelle
La première affiche et bande-annonce du film ont été dévoilées le 22 septembre 2011.

## Accueil

### Réception critique
Dans l'ensemble des pays anglophones, Dos au mur a rencontré un accueil critique mitigé, voire négatif, obtenant 32 % d'avis favorables sur le site Rotten Tomatoes, basé sur 147 commentaires collectés, une note moyenne de 4,8 sur 10 et un score moyen de 40 sur 100 sur le site Metacritic, basé sur 32 commentaires collectés. En France, le long-métrage connaît un accueil critique mitigé, obtenant une note moyenne de 2,5 sur 5 sur le site Allociné, à partir des appréciations de dix-sept titres de presse, dont huit avec une note de 3 sur 5.
Toutefois, la réaction du public vis-à-vis du film est assez favorable, que ce soit sur le site Internet Movie Database, où il obtient une note moyenne de 6,6 sur 10, basé sur 110 077 utilisateurs ayant attribué cette note, dont 23,9 % ont attribué la note maximale. La majorité des notes proviennent des utilisateurs non-américains, soit 84 940 votes et une moyenne de 6,6 sur 10, tandis que la moyenne des utilisateurs américains, soit 14 920 votes, est de 6,5 sur 10. Sur le site Metacritic, le film obtient une note moyenne de 6,2 sur 10, basé sur 118 votants et sur le site Rotten Tomatoes, Dos au mur obtient un pourcentage de 52 % qui ont apprécié le film, basé sur 40 508 votants. Sur le site Allociné, il obtient la note moyenne de 3,5 sur 5 de la part des spectateurs, dont un pourcentage de 38 % qui lui ont attribué une note maximale de 3 sur 5, pour 188 commentaires.

### Box-office
| Pays ou région | Box-office      | Date d'arrêt du box-office | Nombre de semaines |
| -------------- | --------------- | -------------------------- | ------------------ |
| Mondial        | 46 221 189 $    | 15 juillet 2012            | 25                 |
| États-Unis     | 18 620 000 $    | 1er mars 2012              | 5                  |
| France         | 223 897 entrées | 14 mars 2012               | 4                  |

Distribué aux États-Unis dans 2,998 écrans par salles pour son premier week-end d'exploitation en salles, Dos au mur ne parvient qu'à se classer en cinquième position du box-office et un total de 8 001 932 $ pour une moyenne de 2,669 $ par écran. Pour sa première semaine à l'affiche, toujours en cinquième place, il ne totalise que 10 264 774 $, soit une moyenne de 3,424 $ par écran. Le week-end suivant, toujours avec la même combinaison, le long-métrage perd 45,6 % de bénéfices par rapport au week-end précédent avec 14 615 810 $, pour une moyenne de 1,451 $ par écran. La chute des recettes se fait également, quasiment de façon similaire, en deuxième semaine au box-office, avec une perte de 42 % des bénéfices par rapport à la première semaine, soit un total de 16 170 210 $, dont 5 905 436 $ et une moyenne de 1,970 $. Le film continue de sombrer dans le classement, finissant avec une forte baisse de bénéfices, et un total de 18 620 000 $ dans sa cinquième et dernière semaine, où il fut diffusé dans 76 salles. Dos au mur est donc un échec commercial puisque les recettes américaines n'ont pas compensé le budget de production, estimé à 42 millions de dollars.
Les recettes internationales de Dos au mur atteignent les 27 millions de dollars de recettes, la meilleure recette du film à l'étranger revenant au Royaume-Uni (soit 3,9 millions de dollars), pour faire un total de 46 221 189 $ au box-office mondial.
En France, Dos au mur passe totalement inaperçu lors de sa sortie, puisque, malgré une combinaison maximale de 254 salles, il ne prend que la dixième position du box-office pour sa première semaine, avec 156 939 entrées , puis fait une véritable chute dans le classement, perdant dix places, pour se retrouver à la vingtième position et 53 321 entrées, pour un cumul de 210 260 entrées, pour finir son exploitation après quatre semaines à l'affiche, avec un total de 223 897 entrées.